# Piracuruca (kommun)
Piracuruca är en kommun i Brasilien.   Den ligger i delstaten Piauí, i den östra delen av landet, 1 500 km norr om huvudstaden Brasília. Antalet invånare är 27 548.
Följande samhällen finns i Piracuruca:
- Piracuruca

Omgivningarna runt Piracuruca är huvudsakligen savann. Runt Piracuruca är det glesbefolkat, med 11 invånare per kvadratkilometer.